# 陈吉明
陈吉明（1962年5月—），男，汉族，四川富顺人，中华人民共和国政治人物。中共四川省委党校在职研究生学历。第十三届全国人民代表大会四川地区代表。

## 生平
1984年4月加入中国共产党。1984年7月参加工作。历任四川省自贡市人民政府秘书长；自贡市政府秘书长、办公室主任；自贡市政府副市长；中共自贡市委常委、市政府常务副市长；中共资阳市委副书记、代市长；中共资阳市委副书记、市长；中共资阳市委书记。
2018年2月24日，当选为第十三届全国人大代表。
2019年7月23日，中央纪委国家监委网站宣布陈吉明涉嫌严重违纪违法，目前正接受纪律审查和监察调查。四川省资阳市已有连续三任市长和两任市委书记（中间隔一任）落马，为腐败重灾区。2020年8月24日，遭到开除党籍、开除公职处分。2020年10月，四川省雅安市中级人民法院以受贿罪判处陈吉明有期徒刑十年六个月，并处罚金八十万元。